# Slangen (lied)
Slangen is een lied van de Nederlandse zangeres Famke Louise. Het werd in 2018 als single uitgebracht. 

## Achtergrondinformatie
Slangen is geschreven door Famke Meijer, Caza Kimpeman en Marcel Kosic en geproduceerd door Vlado. Het is een nummer uit het genre nederhop. In het lied zingt en rapt de artiest over haar vermogen en over de jaloerse en haatdragende mensen die daarbij gepaard gaan. Ze vertelt dat ze niet meer met deze mensen wil omgaan. Het is een lied dat volgens de zangeres zelf niet gemaakt is met een specifiek iemand in gedachten. De single heeft in Nederland de gouden status.
In de bijbehorende videoclip is de zangeres te zien in verschillende setjes lingerie. Dit doet ze in verschillende settingen, zoals met vele teddyberen, met een aantal andere vrouwen in lingerie en met een slang. Achter de clip zat volgens de artiest een dubbele boodschap. Er waren namelijk veel negatieve reacties over haar en over haar lichaam voorafgaand het uitbrengen van de muziekvideo en met de clip wilde ze laten zien dat ze daar niet onzeker over is. Dat jonge vrouwen niet onzeker hoeven zijn over zichzelf, was volgens haar dan de boodschap.

## Hitnoteringen
De zangeres had succes met het lied in de hitlijsten van Nederland. Het piekte op de 23e plaats van de Single Top 100 en stond twee weken in deze hitlijst. De Top 40 werd niet bereikt; het lied bleef steken op de achttiende plaats van de Tipparade. 